# Catherine LeFrançois
Catherine LeFrançois (Amqui, Quebec; 12 de febrero de 1971) es una culturista profesional y competidora de fitness y figura canadiense. Quedó clasificada como la décima mejor culturista femenina en la Lista de clasificación de culturismo femenino profesional de la IFBB en 2013.

## Primeros años y educación
Cathy LeFrançois nació el 12 de febrero de 1971 en Amqui, ciudad de la provincia canadiense de Quebec. Fue adoptada a los 4 años y tiene dos hermanas, Nancy y Annie, y un hermano, Joy-Yan. Su madre era enfermera y su padre era cocinero en una escuela. Ambos se dedicaron a trabajar para construir su jubilación y mantener a sus hijos.
LeFrançois empezó a practicar el patinaje artístico a los seis años, pero al cabo de dos años pasó a practicar patinaje de velocidad, esquí alpino, tenis y bádminton. Estudió en Notre-Dame-de-Foy, también en Quebec.

## Carrera de culturismo

### Amateur
Cuando LeFrançois tenía 14 años se dio cuenta de que un compañero de clase, Steve Beaulieu, tenía unos antebrazos enormes y venosos. Le preguntó cómo los había conseguido. Le dijo que entrenaba en casa con unas mancuernas. Al notar su interés, le llevó una revista con Cory Everson en la portada. Ella le dijo inmediatamente que quería ser como ella. Más tarde vio a un tipo, Rick Voyer, con unas piernas y pantorrillas enormes. Le preguntó cómo las había conseguido. Él le dijo que era por el patinaje de velocidad, así que ella empezó a patinar y compitió durante muchos años. En su primera competición de patinaje de velocidad ganó tres medallas de oro.
Ganó cinco medallas en los campeonatos provinciales de Quebec, un logro que no ha sido igualado desde entonces. Obtuvo su tarjeta profesional en 1995, cuando ganó el título general en la Copa de Canadá de la CBBF.

### Profesional
1995-2003
LeFrançois debutó como profesional en el Jan Tana Classic de 1995. En 1996, se retiró del culturismo debido a la política del deporte. Regresó a este deporte en 1999. Compitió exclusivamente como peso ligero una vez que se introdujeron las categorías de peso en los concursos profesionales en 2000. Su mejor logro como profesional fue ganar la categoría de peso ligero en el Ms. International de 2003.
Después de 2003, se retiró del culturismo y se pasó a la competición de fitness figuras, compitiendo en sus primeros concursos en el año 2005.
2006-en adelante
A finales de 2006, volvió al culturismo. Ganó el New York Pro en 2008, 2009 y 2010.

### Historial competitivo
- 1990 - Québec Metropolitain regional amateur bodybuilding - 2.º puesto
- 1991 - CBBF Easter Canadian amateur bodybuilding championship - 1.º puesto (LW)
- 1993 - CBBF Canadian amateur bodybuilding championship - 2.º puesto (LW)
- 1994 - CBBF Canadian amateur bodybuilding championship - 2.º puesto (MW)
- 1995 - CBBF Canada Cup III amateur bodybuilding championship - 1.º puesto (MW & overall)
- 1995 - Jan Tana Classic - 12.º puesto
- 1996 - Ms. International - 14.º puesto
- 1996 - Jan Tana Classic - 8.º puesto
- 1999 - Ms. International - 19.º puesto
- 1999 - Jan Tana Classic - 8.º puesto
- 1999 - IFBB Women's Extravaganza - 5.º puesto
- 2000 - Ms. International - 3.º puesto (LW)
- 2000 - Ms. Olympia - 4.º puesto (LW)
- 2001 - Ms. International - 4.º puesto (LW)
- 2002 - Ms. International - 4.º puesto (LW)
- 2002 - GNC Show of Strength - 2.º puesto (LW)
- 2003 - Ms. International - 1.º puesto (LW)
- 2003 - IFBB Ms. Olympia - 4.º puesto (LW)
- 2006 - IFBB Atlantic City Pro Women's Bodybuilding - 9.º puesto
- 2007 - Ms. International - 10.º puesto
- 2007 - Sacramento Pro - 2.º puesto (LW)
- 2008 - Ms. International - 6.º puesto
- 2008 - New York Pro - 1.º puesto
- 2008 - Ms. Olympia - 6.º puesto
- 2009 - IFBB Ms. International - 8.º puesto
- 2009 - IFBB New York Women's Pro - 1.º
- 2010 - IFBB New York Pro Bodybuilding & Bikini Championships - 1.º puesto
- 2010 - NPC Nevada State Championships - NP
- 2010 - IFBB Pro Bodybuilding Weekly Championships - 3.º puesto
- 2010 - IFBB Europa Battle of Champions - 3.º puesto
- 2010 - Ms. Olympia - 7.º puesto
- 2011 - IFBB Ms. International - 6.º puesto
- 2011 - IFBB FIBO Power Pro Germany - NP
- 2011 - IFBB Toronto Pro Super Show - 4.º puesto
- 2011 - IFBB Pro Bodybuilding Weekly Championships - 1.º puesto
- 2011 - Ms. Olympia - 13.º puesto
- 2012 - IFBB Ms. International - 4.º puesto
- 2012 - IFBB Toronto Pro Supershow - 7.º puesto
- 2013 - IFBB Ms. International - 5.º puesto
- 2013 - Ms. Olympia -  10.º puesto
- 2016 - IFBB Toronto Pro Supershow - 3.º puesto[1]

## Carrera en fitness y figura

### Historial competitivo
- 2005 - IFBB Europa Supershow - DNP
- 2005 - Sacramento Pro Figure - DNP
- 2005 - IFBB California Pro Figure - 12.º puesto[1]

## Vida personal
LeFrançois estuvo casada con el también fisioculturista Lee Priest, con el que contrajo matrimonio el 1 de julio de 2000. La pareja se separó en 2005. En la actualidad reside en El Monte (California). Es francocanadiense.